# 科契堡

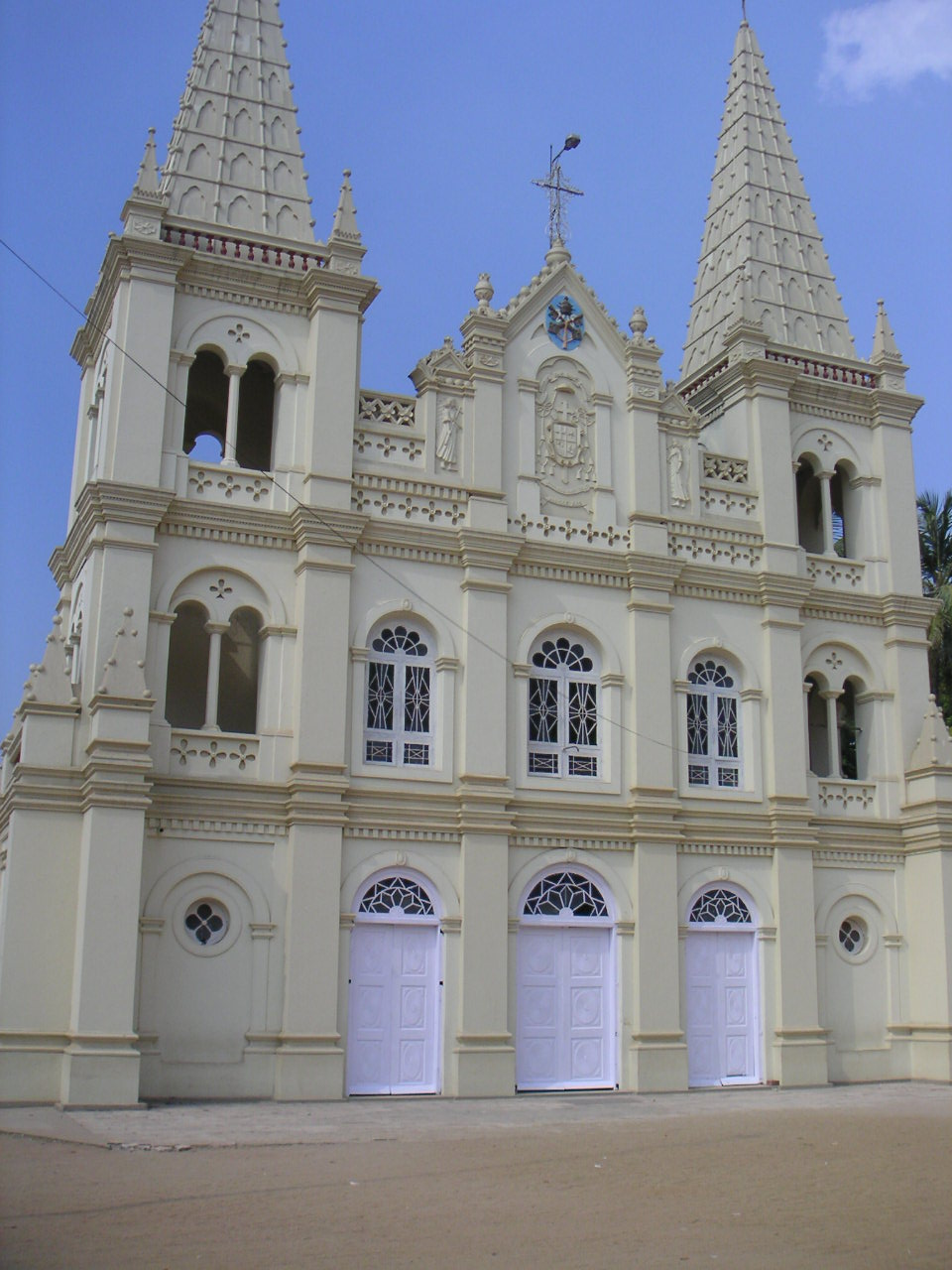
圣十字圣殿主教座堂

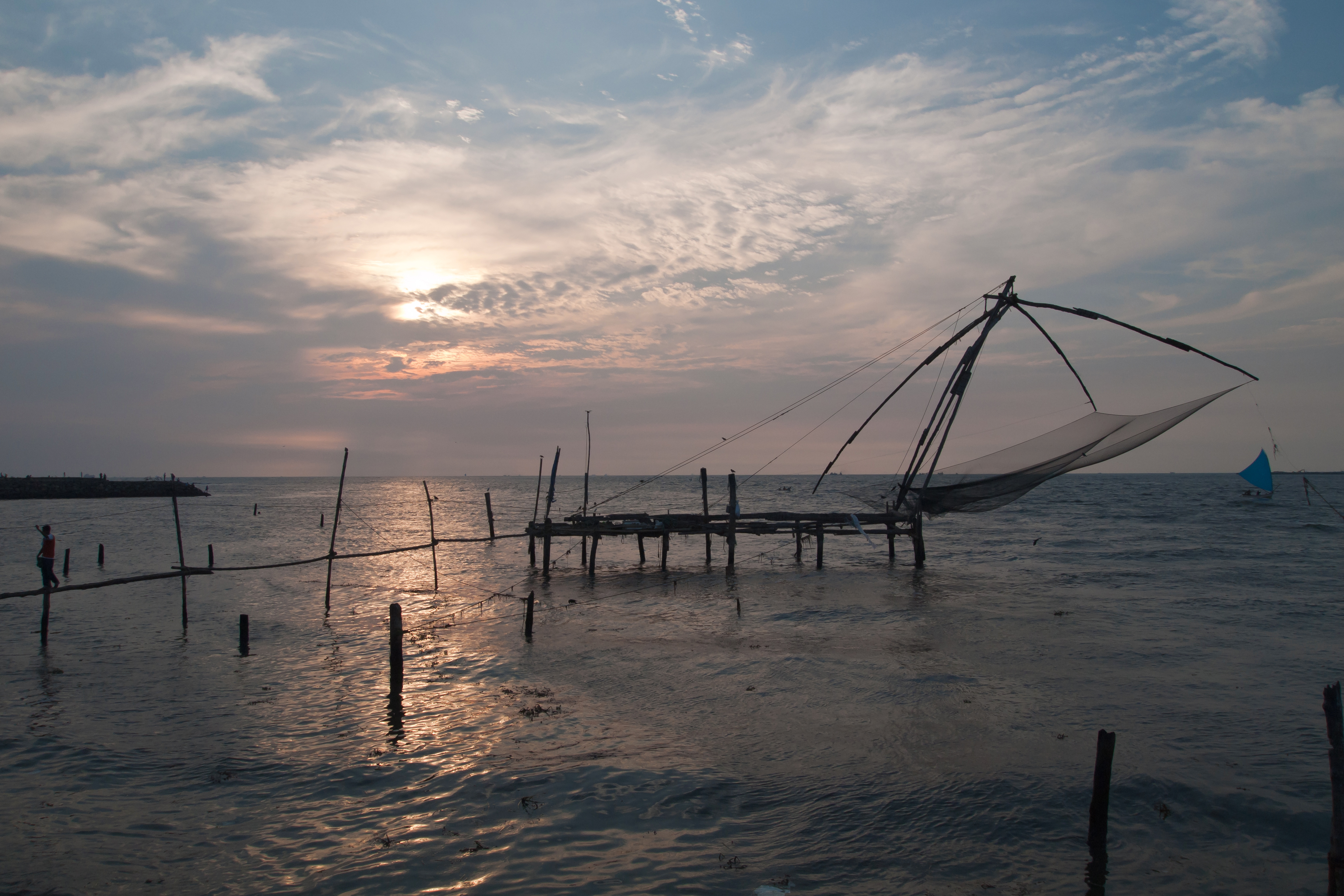
中国渔网

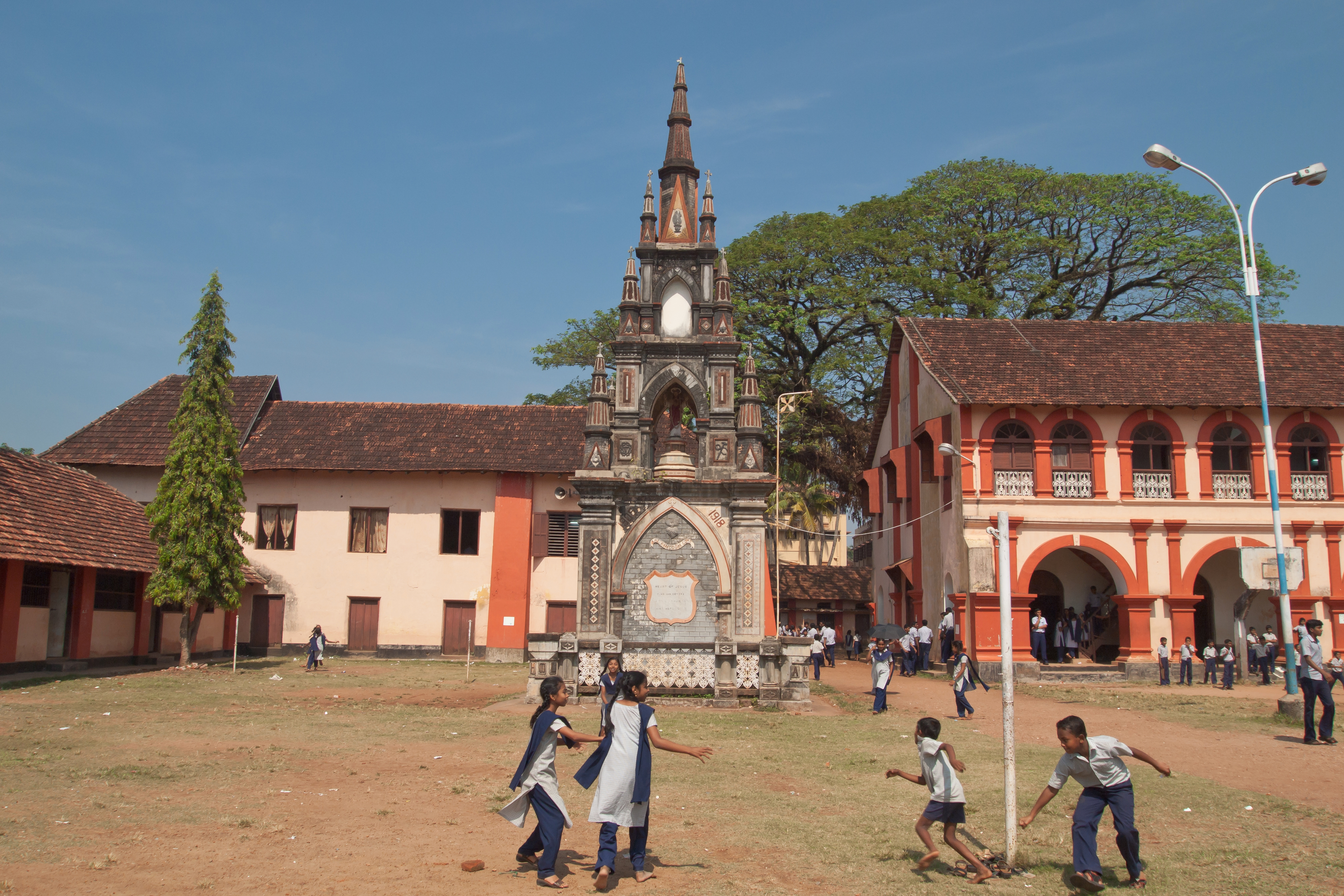

科契堡（英語：Fort Kochi）是印度喀拉拉邦科契市西部的一个滨水区域，毗邻麻坦切里。

## 历史

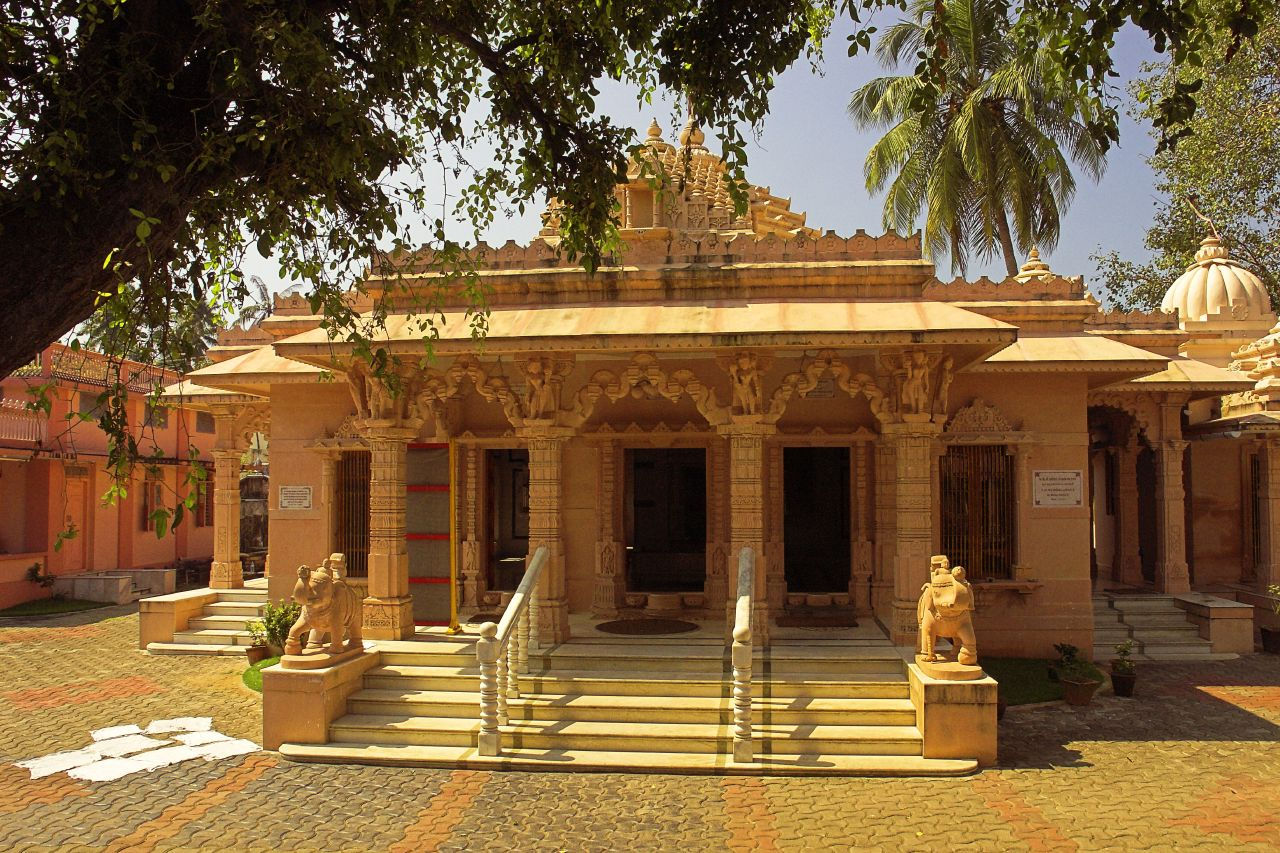
科契堡的一座耆那教寺庙

在殖民时代以前，科契只是一个渔村。1503年，因为阿方索·德·阿尔布克尔克帮助土王击败了卡利卡特，土王将今天科契堡一带滨水地区赠给葡萄牙人，以保护他们的商业利益。葡萄牙人在堡垒后面建立了居留地。他们还建立了一个木结构教堂，1516年重建为永久建筑，今天称为圣方济堂。葡萄牙拥有科契堡160年。1683年荷兰人从葡萄牙人手中夺取科契堡，摧毁了许多葡萄牙人机构，特别是天主教修道院。荷兰拥有科契堡112年，直到1795年英国击败荷兰。外国对科契堡的控制结束于1947年印度独立。
该区混合葡萄牙，荷兰和英国殖民时期的所建的老房子。

## 主要景点
- 印度葡萄牙博物馆
- 中国渔网
- 海滨
- 荷兰公墓
- 南方海军司令部航海博物馆
- 圣方济堂
- 圣十字圣殿主教座堂
- 主教府
- 犹太会堂
- 麻坦切里宫